# Gerda malaperis!
Gerda malaperis é um livro em esperanto publicado em 1983 por Claude Piron. Posteriormente, realizou-se um filme com o mesmo nome baseado na história do conto.

## O livro
É um dos livros de aprendizagem mais conhecidos para começar o estudo do esperanto. Está cheio de diálogos simples com linguagem do dia-a-dia, ideal para perfeiçoar a língua entre estudantes. A história trata acerca da misteriosa desaparição duma tradutora.

## O filme
Por meio deste filme, procura-se criar uma ferramenta útil e eficaz para a aprendizagem do esperanto. Assim começou o projeto em Minas Gerais, estado do Brasil.
Foi lançado em julho de 2006, durante a inauguração do Congreso Universal número 91, em Florença, Itália.